# Округ Тернер (Јужна Дакота)
Тернер (енгл. Turner County) је округ у америчкој савезној држави Јужна Дакота.

## Демографија
По попису из 2010. године број становника је 8.347, што је 502 (-5,7%) становника мање него 2000. године.
| Група             | 2000.         | 2010.         |
| Белци             | 8.724 (98,6%) | 8.078 (96,8%) |
| Афроамериканци    | 13 (0,1%)     | 20 (0,2%)     |
| Азијати           | 15 (0,2%)     | 17 (0,2%)     |
| Хиспаноамериканци | 36 (0,4%)     | 112 (1,3%)    |
| Укупно            | 8.849         | 8.347         |